# فرنسيس وونغ
فرنسيس وونغ (بالإنجليزية: Francis Wong)‏ هو عازف جاز أمريكي، ولد في القرن العشرين.

## وصلات خارجية
- فرنسيس وونغ على موقع ميوزك برينز (الإنجليزية)
- فرنسيس وونغ على موقع أول ميوزيك (الإنجليزية)
- فرنسيس وونغ على موقع ديسكوغز (الإنجليزية)